# Posada de Llanes
Posada de Llanes (en asturiano y oficialmente Posada) es una parroquia perteneciente al Concejo de Llanes en Asturias.

## Localización y datos básicos
Situada en el centro del concejo, dista ocho kilómetros de la Villa de Llanes, e incluye los pueblos de Bricia, Turanzas, Lledías, Quintana, Posada la Vieja y Piedra.
Cuenta con un total de 1914 habitantes, de los cuales 1177 se localizan en Posada (La Vega) y Posada la Vieja, capital de la parroquia, (datos recogidos en el Ayto. De Llanes en agosto de 2018) siendo el segundo núcleo de población más importante del Concejo. La cota más alta se sitúa en el Monte Llabres (682 m).

## Historia
El primitivo núcleo de Posada debe su nombre a la familia de este apellido, cuya casa solariega blasonada se erigió (probablemente en el siglo XV) en lo que hoy es Posada la Vieja. La formación moderna del núcleo de Posada se lleva a cabo en el siglo XIX con la creación del mercado popular en la Vega de Santiago, en terrenos de Bricia, en lo que actualmente es la Plaza de Parres Piñera, en donde pronto comenzaron a celebrarse las fiestas de Santiago y Santa Lucía. Su expansión se vio favorecida por la llegada del ferrocarril en el año 1906. 
Durante el último tercio del XIX se fueron instalando una botica, la estafeta de correos y varios comercios, formando un nuevo núcleo urbano conocido como La Vega. 
El mercado dio lugar a la creación de caminos y calles, culminando con la urbanización de la zona. En 1915 continúa la expansión del pueblo con la creación de negocios y casas alrededor de la Plaza del Mercado.
En los alrededores de Posada se localizan numerosas cuevas prehistóricas (La Riera, Coberiza, etc) y también se han descubierto estelas de la época romana.

## Tradiciones
La Fiesta de Santiago el 25 de julio es la más importante de la parroquia, sin embargo, existen otras fiestas y certámenes destacables:
- La Paz: 24 de enero (Bricia).
- San José: 19 de marzo (Posada La Vieja).
- San Francisco: 4 de octubre (Lledías).
- Feria del Campo (Feria de la huerta): 3.º domingo de agosto (Posada).
- Feria de Santa Lucía: 13 de diciembre (Posada)
- Desfile de carnaval: último fin de semana de marzo. Considerado el mejor de Asturias

## Personas destacadas
- Joaquín Sobrino, ciclista profesional.
- José de Posada Herrera, político.